# 오시마 나오토
오시마 나오토(일본어: 大島 直人, 1964년 2월 26일 ~ )는 일본인 디자이너이자 소닉 더 헤지호그와 닥터 에그맨을 디자인한 세가의 전 직원이다.
 나카 유지가 소닉 시리즈의 게임 플레이를 기반으로 할 수 있도록 하는 기술 데모에도 불구하고, 그의 시제품에서는 공격기능이 없어 문제가 되었다. 소닉 팀은 이에 여러 가지 동물로 생각을 하다가 가시로 공격이 가능한 고슴도치로 소닉의 기본 베이스를 만들고자 하였다.
소닉 팀을 떠나면서, 나오토는 Artoon이라는 독립 게임 회사를 만들게 된다. 이곳에서 그는 피노비나 블링스 같은 게임을 만들다가 AQ 인터랙티브에게 인수되고 만다.
초기 소닉 시리즈의 크레디트를 보면 그의 성처럼 닉네임이 "Big Island"가 되어 있음을 알 수 있다.

## 역사
- 판타지 스타(1987) — 디자이너
- 스페이스 해리어 3D (1988) — 아트 디자이너
- 스펠캐스터 (1988) — 디자이너
- 판타지 스타 2 (1989) — 디자이너
- 토미 라소다 베이스볼 (1989) — 디자이너
- 라스트 배틀 (1989) — 아트 디자이너
- 소닉 더 헤지호그 (1991년 비디오 게임) (1991) — 캐릭터 디자이너
- 패털 라바린스 (1991) — 디자이너
- 소닉 더 헤지호그 (시리즈) (1991) — 특별 감사
- 소닉 더 헤지호그 CD (1993) — 디렉터
- 세가소닉 더 헤지호그 (1993) — 특별 감사
- 너클즈 카오틱스 (1995) — 캐릭터 프로젝트
- 소닉 3D 블래스트(1996) — 어드바이저
- 나이츠 인 투 드림즈... (1996) — 디렉터, 나이츠 디자이너
- 크리스마스 나이츠 (1996) — 디렉터, 비주얼 디렉터
- 소닉 R (1997) — 그래픽 어드바이저
- 소닉 잼 (1997) — 총감
- 버닝 레인저스 (1998) — 디렉터
- 소닉 어드벤처 (1998) — 스토리 이벤트 디자이너, CG작업자, 오프닝 무비 제작자
- Pinobee: Wings of Adventure (2001) — 디렉터
- The King of Fighters EX: Neo Blood (2002) — 디렉터
- Ghost Vibration (2002) — 캐릭터 디자이너
- Blinx: The Time Sweeper (2002) — 디렉터
- 블링스 2 (2004) — 프로듀서
- Yoshi's Universal Gravitation (2004) — 프로듀서
- 요시 아일랜드 DS (2006) — 프로듀서
- 블루드래곤 (2006) — 프로듀서
- Vampire Rain (2007) — 프로듀서
- 로스트 오디세이 (2007) — 특별감사
- Away: Shuffle Dungeon (2008) — 캐릭터 디자이너
- 플링 스메시 (2010) — 프로듀서
- 소닉 제너레이션즈 (2011) — 아트 디자이너
- 요시 뉴 아일랜드 (2014) — 개발 디자이너
- 테라 배틀 (2015) — 캐릭터 디자이너
- 마리오와 소닉 리우 올림픽 (2016) — 수상